# Путило, Олег
Олег Путило (23 мая 1974) — белорусский футболист, полузащитник и нападающий.

## Биография
Начал играть на взрослом уровне в первом сезоне независимого чемпионата Беларуси в клубе первой лиги «Динамо-2» (Минск), позже переименованном в «Беларусь». Весной 1992 года сыграл только один матч, а его клуб стал победителем первой лиги. В сезоне 1992/93 был основным игроком своего клуба в высшей лиге, стал обладателем бронзовых медалей чемпионата и вошёл в десятку лучших бомбардиров сезона с 12 голами. Финалист Кубка Содружества 1993 года. Летом 1993 года перешёл в минское «Динамо», где провёл два сезона и в обоих становился чемпионом Беларуси. Также «Динамо» стало чемпионом осенью 1995 года, но футболист покинул клуб до окончания сезона. Принимал участие в матчах еврокубков. Всего в высшей лиге Беларуси сыграл 71 матч и забил 24 гола.
Осенью 1995 года перешёл в НЕК (Неймеген), провёл в его составе три сезона в высшем дивизионе Нидерландов. В сезоне 1998/99 играл во втором дивизионе Бельгии за «Роял Капеллен». Затем несколько лет выступал в Германии за клубы третьего дивизиона «Фортуна» (Дюссельдорф) и «Оснабрюк», а также за команды более низших лиг. В конце карьеры играл за нидерландскую любительскую команду.
Выступал за сборные Беларуси младших возрастов, в том числе за молодёжную сборную (до 21 года). В 1998 году вызывался в национальную сборную Беларуси и принял участие в контрольном матче против немецкого клуба «Ульм».
После окончания карьеры живёт в Германии, на границе с Голландией. Работает в пищевой промышленности, одновременно тренировал юношеские и любительские футбольные команды. Имеет тренерскую лицензию «В».
Супруга голландка, две дочери.

## Достижения
- Чемпион Беларуси: 1993/94, 1994/95, 1995
- Бронзовый призёр чемпионата Беларуси: 1992/93